# Ани (гостиница)
Отель Ани Плаза (арм. Անի Պլազա Հյուրանոց) — 4-звездочный отель в районе Кентрон города Ереван, Армения. Он был открыт в 1970 году как государственное предприятие в советский период. После распада СССР отель «Ани» был приватизирован в 1998 году, а после капитального ремонта был вновь открыт как отель «Ани Плаза» в 1999 году. Он назван в честь средневекового армянского города Ани.
Отель расположен на проспекте Саят-Новы, 19, на пересечении с улицей Абовяна.
Имея 262 номеров, «Ани Плаза» является крупнейшим отелем в Армении.

## История
В 1960-х годах в Ереване было всего 3 гостиницы (Ереван, Армения и Севан). Государственное агентство «Интурист» было регулирующим органом гостиниц и туризма в Советском Союзе. Центральное правительство в Москве выдало разрешение на строительство 4 новых гостиниц в Ереване усилиями Ильи Геворгова, который был директором филиала агентства «Интурист» в Армянской ССР.
Первой из 4 построенных гостиниц была гостиница «Ани». Недавно открытый проспект Саят-Нова был выбран местом для гостиницы. Проект был составлен архитектурной группой, в которую входили Эдуард Сафарян, Феникс Дарбинян и Феликс Акопян. Ранее это трио спроектировало многие жилые здания на близлежащей улице Абовяна.
Строительство гостиницы было начато в 1964 году и завершено к концу 1969 года. Проектом руководили Альберт Саргсян (1964-65), Виктор Вирабян (1965-67) и Карлен Гарибян (1967-69). В 1970 году гостиница была официально открыта в 50-ю годовщину советизации Армении.
Гостиница была названа в честь древнего города Ани (в настоящее время в Турции), который был столицей Багратидской Армении между 961 и 1045 годами. У входа в гостиницу был установлен царский герб династии Багратуни.

На момент открытия гостиница «Ани» стала самым высоким зданием города и самой большой гостиницей в Ереване. Общая стоимость гостиницы составила 5 миллионов рублей. После открытия гостиница «Ани» была награждена дипломом Союза архитекторов СССР как лучшее сооружение 1970 года.

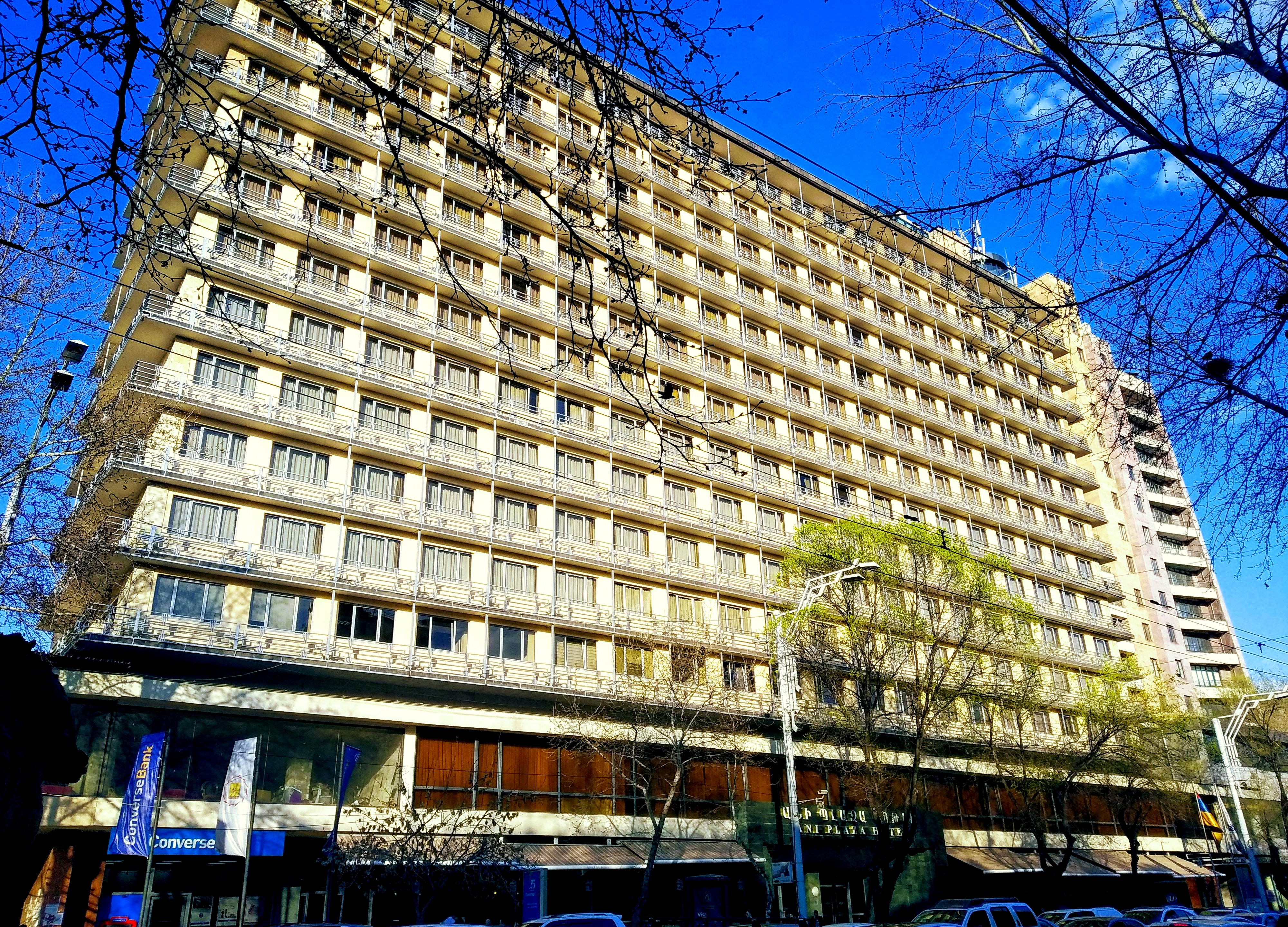
Отель «Ани Плаза»

В марте 1975 года в отеле «Ани» останавливались игроки мюнхенской «Баварии». В 1979 году в отеле останавливался Би Би Кинг со своей группой во время своего тура по СССР. В отеле несколько раз выступала российская джазовая певица Лариса Долина. В 1988 году отель приобрела компания Ani Enterprises, возглавляемая американо-армянским бизнесменом. В 1993 году Шер остановилась в отеле «Ани», когда приехала в Армению с гуманитарной миссией, доставляя еду и медикаменты в охваченную войной страну.
После экономического кризиса в Армении в 1990-х годах отель был полностью перестроен в 1998 году. После масштабных ремонтных работ отель был вновь открыт 20 сентября 1999 года как 4-звездочный отель «Ани Плаза», в присутствии тогдашнего президента Роберта Кочаряна.
В 2015 году отель приобрел армянский бизнесмен Геник Карапетян.
На первом этаже отеля находятся кафе «Снежинка», пиано-бар и ресторан «La Folie», лаундж-бар «Ani», «Garden Bar», крытый бассейн и оздоровительный и спа-центр. На мезонине расположены 4 конференц-зала и ресторан «Ани» (ранее «Урарту»). 262 номера отеля находятся на оставшихся 12 этажах.
С 2006 года «Ани Плаза» входит в число постоянных мест проведения мероприятий Ереванского международного кинофестиваля «Золотой абрикос».
До отеля можно добраться через близлежащую станцию метро «Еритасардакан».